# Бриджит Мойнахан
Бриджит Мойнахан е популярна американска актриса и модел. Родена като Катрин Бриджит Мойнахан на 28 април 1971 г. в Бингхамтън, Ню Йорк, в семейството на ирландски американски родители.
Започва кариерата си в юношеските си години, правейки няколко реклами. През 90-те години се изявява като популярно момиче от лъскавите корици на добре известни списания като „Vogue“, „Elle“, „Shape“, „Glamour“ и „New Woman“. След като прекарва достатъчно време в света на модата, Мойнахан започва да взема уроци по актьорско майсторство. Естествените ѝ актьорски умения и помагат да получи гост роля в известния телевизионен сериал „Сексът и градът“. Снима се в реклами, телевизионни сериали и филми едновременно. През 2006 г. намира място в годишната класация „Hot 100“ на списание „Maxim“.

## Детство
Майка ѝ Мери Бриджит работи като учителка, а баща ѝ Едуард Брадли Мойнахан е учен и бивш администратор в Университета на Масачузетс в Амхерст. Актрисата има двама братя – Шон и Анди.
Бриджит прекарва детските си години в Лонгмедъл, Масачузетс. Учи в гимназията в града, като е капитан на дамските отбори по баскетбол, футбол и лакрос. Завършва гимназията и се дипломира през 1989 г.
След дипломирането си започва да се занимава с мода и прави няколко реклами. През това време тя посещава университета в Масачузетс в Амхерст.
По-късно Бриджит Мойнахан започва да води класове по актьорско майсторство от студиото на Caymichael Patten, Ню Йорк.

## Кариера
През късните си тийнейджърски години Бриджит Мойнахан прави фотосесии за списания като „Vogue“ и „Elle.“
През 1999 г. дебютира в телевизията като „Наташа Нагинск“ в „Сексът и градът“ на HBO в ролята на жената омъжила се за гаджето на Кари (Сара Джесика Паркър) – Мистър Биг (Тузарят). На следващата година актрисата изпълнява малки роли във филми като „Whipped“ и „In the Weed“.
През 2000 г. Бриджит Мойнахан получи роля в Coyote Ugly (Грозна като смъртта). В този комедиен филм тя представя ролята на „Рейчъл“ – барман / танцьор. Въпреки че този филм получи критични отзиви постига касов успех.
През 2001 г. играе поддържаща роля (Hally) във филма „Serendipity“.
След това участва в екшън филма, озаглавен „Сумата на всички страхове“, като Морган Фрийман и Бен Афлек са нейни партньори.
Играе и ролята на стажант от ЦРУ в „Рекрутът“ от 2003 г. През 2004 г. Мойнахан участва заедно с Уил Смит в научнофантастичния филм „Аз, робот“, звездата влиза в ролята на „Д-р Сюзън Калвин – специалист по психология на роботите. Въпреки че този филм генерира смесени отзиви, той е най-комерсиалният филм на актрисата до момента.
Следващият филм на Мойнахан е „Властелинът на войната“, излезязъл на екраните през 2005 г. В този трилър за политически престъпления тя се появи като „Ава Фонтейн Орлов“.
През ноември 2006 г. участва трилър „Неизвестно“ – историята на група от хора, които са отвлечени и действат в единство, за да избягат от своите пленници.
Актрисата изпълнява роляга на Хелън Оуен в комедията-драма на Хенри Бийн „Шум“. Този филм е показан на филмовия фестивал в Рим през 2007 г., след което е пуснат в киносалоните през 2008 година.
Бриджит Мойнахан е участвала заедно с Арън Екхарт, Майкъл Пеня и Мишел Родригес в „Битката: Лос Анджелис“ през 2011 г.
В момента актрисата работи над телевизионната драма на Си Би Ес „Синя кръв“.

## Основни творби
През септември 2006 г. Бриджит Мойнахан се появи в драматичния сериал „Шест градуса“, излъчен по телевизията ABC. Тази сериал открои шестима жители на Ню Йорк и връзките по помежду им. Освен Мойнахан, в сериала участват актьорите Ерика Кристенсен, Дориан Мисик, Джей Ернандес, Хоуп Дейвис и Кембъл Скот. Около 13,3 милиона души са гледали сериала при премиерата му на 20 септември 2006 г.

## Личен живот
Бриджит Мойнахан се среща с сценариста Скот Розенберг в продължение на три години, но двойката се разделя.
През 2004 г., Мойнахан започна да се среща с Том Брейди, куотърбек в NFL и се разделят в края на 2006 г. На 18 февруари 2007 г. бе разкрито, че от три месеца Мойнахан е бременна с детето на Брейди. На 22 август 2007 г. Мойнахан роди момченце и го кръсти на Джон Едуард Томас Мойнахан. Говори се, че Мойнахан и Брейди поддържали граждански отношения от раждането на бебето си.
През 2010 г. актрисата започва да се среща с режисьора Джоузеф МакГинти, но връзката неиздържа.
На 17 октомври 2015 г. Мойнахан се омъжва за бизнесмена Андрю Франкел, като двойката пребивава в Калифорния.